# Plebejus aegus
Plebejus aegus är en fjärilsart som beskrevs av Chapman 1917. Plebejus aegus ingår i släktet Plebejus och familjen juvelvingar. Inga underarter finns listade i Catalogue of Life.